# Starogard (West-Pommeren)
Starogard (Duits: Stargordt) is een dorp in de Poolse woiwodschap West-Pommeren. De plaats maakt deel uit van de gemeente Resko.